# Lago Montagnoli
Der Lago Montagnoli (deutsch Montagnolisee) ist ein Speichersee im Trentino, Italien. Er wurde zur Beschneiung der Skigebiete von Madonna di Campiglio angelegt und befindet sich im Valle di Campiglio an den westlichen Ausläufern der Brentagruppe. Der See liegt in Teilen auf dem Gebiet des Naturparks Adamello-Brenta südöstlich des Passes Campo Carlo Magno unweit der Alm Montagnoli, nach der er benannt ist.

## Entstehung
Der Lago Montagnoli entstand innerhalb von sechs Monaten zwischen Mai und November 2014 und war bei seiner Fertigstellung mit einem Volumen von 200.000 m³ der größte Wasserspeicher für die künstliche Beschneiung in Italien. Dem von der Seilbahngesellschaft Campiglio mit 8 Millionen Euro finanzierte Bau, war eine elfjährige Planungsphase vorausgegangen. Aufgrund der von der Autonomen Provinz Trient sowie der Parkverwaltung des Naturparks Adamello-Brenta eingebrachten Umweltauflagen, musste das Projekt mehrmals abgeändert werden.
Begründet wurde das Projekt mit der zunehmend unsicheren Schneelage vor allem zu Beginn der Wintersaison und den unzureichenden Wassermengen, die dem Skigebiet Madonna di Campiglio für die Beschneiung zur Verfügung standen. Vor der Anlegung des Speichersees stand lediglich ein Wasservolumen von 31.800 m³ bereit, das nach Angaben der Seilbahngesellschaft für die Beschneiung von etwa 10 % der Pisten ausreichte.
Als Baugrund wurde eine teilweise bewaldete Senke im Bereich Pian della Zedola in Luftlinie etwa 400 m oberhalb der Talstation der Grostè-Bahn ausgemacht. Die davon betroffene etwa 5 ha große Fläche war mit Wald bedeckt, in deren Mitte sich eine kleinere Lichtung befand.
Für den Bau mussten fast 250.000 m³ Erdreich bewegt und etwa 2900 m³ Holz geschlagen werden. An der Nordostseite wurde 11,8 m hoher, etwa 175 m langer und bis zu 1 m starker Staudamm aus Betonplatten errichtet, der vollständig mit einem Erdwall abgedeckt und begrünt wurde, so dass er nicht mehr zu erkennen ist. Abgedichtet wurde das Becken wurde mit 150.000 m² Isoliermaterial, das am Uferrand mit Kieseln zugedeckt wurde.

## Beschreibung
Das Wasser zum Auffüllen des Speichersees wird von der Sarca di Nambino, einem der Quellbäche der Sarca, dem Rio Grotte, einem Zufluss der Sarca di Nambino und dem im Ort Madonna di Campiglio liegenden gleichnamigen kleinen See entnommen. Dabei muss von der Entnahmestelle auf der gegenüberliegenden Talseite ein Höhenunterschied von bis zu 160 Höhenmetern auf einer Länge von 1,8 km überwunden werden. Bei regulierter maximaler Wasserentnahme dauert das Auffüllen etwa acht Wochen.
Sieben über das gesamte Skigebiet verteilte Pumpstationen sind an den Speichersee angeschlossen, wobei vier davon bereits vor der Anlegung des Sees bestanden. Mit Hilfe dieser Pumpen werden 720 Schneekanonen betrieben, die 154 Hektar Pisten in 120 Stunden beschneien können.
Über den Grundablass kann der Lago Montagnoli innerhalb von 72 Stunden vollkommen entleert werden. Der Abfluss des Grundablasses und des Überlaufs werden in den Torrente Meledrio, einem rechten Nebenfluss des Noce abgeleitet. Unter der aufgeschütteten Nordostseite des Sees befindet sich ein Kontrollraum, über den der Zu- und Abfluss gesteuert wird, mit dem unter anderem das Zufrieren des Sees verhindert wird.

## Kritik
Verschiedene Seiten, unter anderem von Umweltschutzverbänden wie Italia Nostra, Mountain Wilderness und Bürgerinitiativen, äußerten Kritik an dem Bauprojekt. Kritisiert wurde nicht nur der massive Landschaftseinschnitt, der mit dem Bau verbunden war, sondern auch die erhebliche Wasserentnahme aus einem natürlichen Kreislauf, die fast dem Wasserjahresverbrauch der Gemeinde Pinzolo entspreche.
Der Trentiner Alpenverein SAT kritisierte das Umweltgutachten mit der die Provinzverwaltung das Projekt gutgeheissen habe. Nach Ansicht des SAT, sei das Gutachten zu oberflächlich und zum Teil widersprüchlich ausgefallen. Nach Dematteis und Nardelli ist der Lago Montagnoli Teil eines nicht mehr zeitgemäßen  Wintertourismus, mit dem mit Hilfe von aufwendigen, kostenintensiven technischen Lösungen versucht würde, auf den durch die Globale Erwärmung verursachten zunehmenden Schneemangel zu reagieren.